# PH结构域
PH结构域（英語：PH domain，全称普列克底物蛋白同源结构域）是一类蛋白质结构域，长约120个氨基酸，存在于涉及细胞内信号传导或作为细胞骨架成分的多种蛋白质中。